# Zbigniew Kubik
Zbigniew Kubik (ur. 22 marca 1953 w Makowie Mazowieckim) – polski ekonomista i polityk, poseł na Sejm PRL IX kadencji.

## Życiorys
W 1976 uzyskał tytuł zawodowy magistra ekonomii na Wydziale Ekonomiki Produkcji w Szkole Głównej Planowania i Statystyki i podjął pracę w pionie ekonomicznym w Zakładach Przemysłu Dziewiarskiego „Karo” w Siedlcach. W 1977 wstąpił do Polskiej Zjednoczonej Partii Robotniczej. Zasiadał w Miejskiej Komisji Kontroli Partyjnej i w Komitecie Wojewódzkim partii w Siedlcach. Przystąpił także do Związku Harcerstwa Polskiego, Związku Młodzieży Wiejskiej, Socjalistycznego Związku Studentów Polskich, Towarzystwa Przyjaźni Polsko-Radzieckiej, Polskiego Towarzystwa Ekonomicznego i Klubu Oficerów Rezerwy. W latach 1985–1989 pełnił mandat posła na Sejm PRL IX kadencji w okręgu Siedlce z ramienia PZPR, zasiadając w Komisji Planu Gospodarczego, Budżetu i Finansów oraz w Komisji Nadzwyczajnej do rozpatrzenia projektu Ordynacji Wyborczej do Sejmu oraz Ordynacji Wyborczej do Senatu.
Odznaczony Brązowym Krzyżem Zasługi (1987), Medalem 40-lecia Polski Ludowej i Brązowym Odznaczeniem im. Janka Krasickiego.